# ایستگاه رایسلیپ جنوبی
ایستگاه رایسلیپ جنوبی (انگلیسی: South Ruislip station) یکی از ایستگاه‌های متروی لندن و راه‌آهن انگلستان است.
این ایستگاه که در منطقه هیلینگدون لندن قرار دارد در سال ۱۹۰۶ تأسیس شده و جزئی از خط مرکزی متروی لندن است.

## نگارخانه

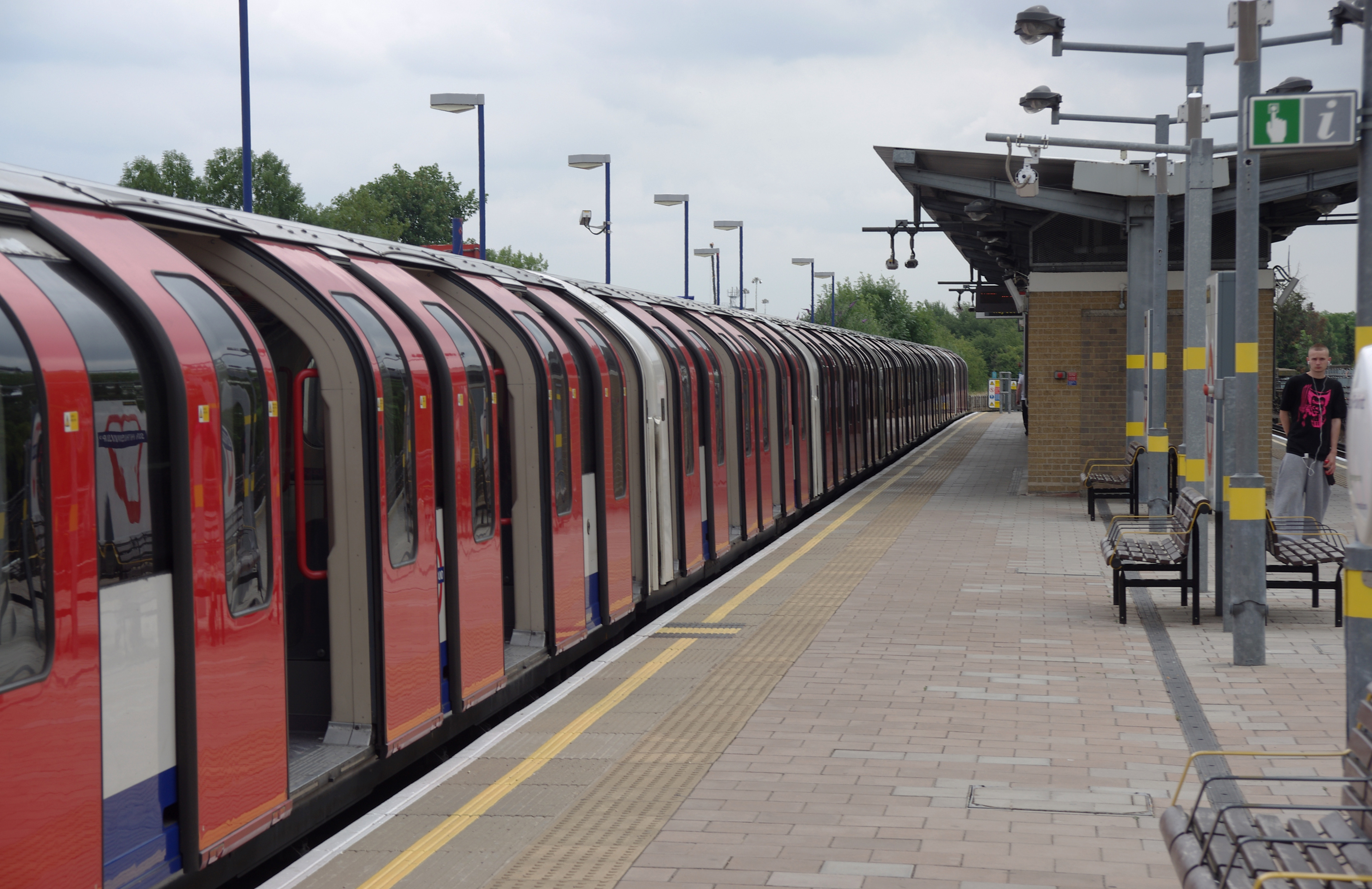
سکو خط مرکزی
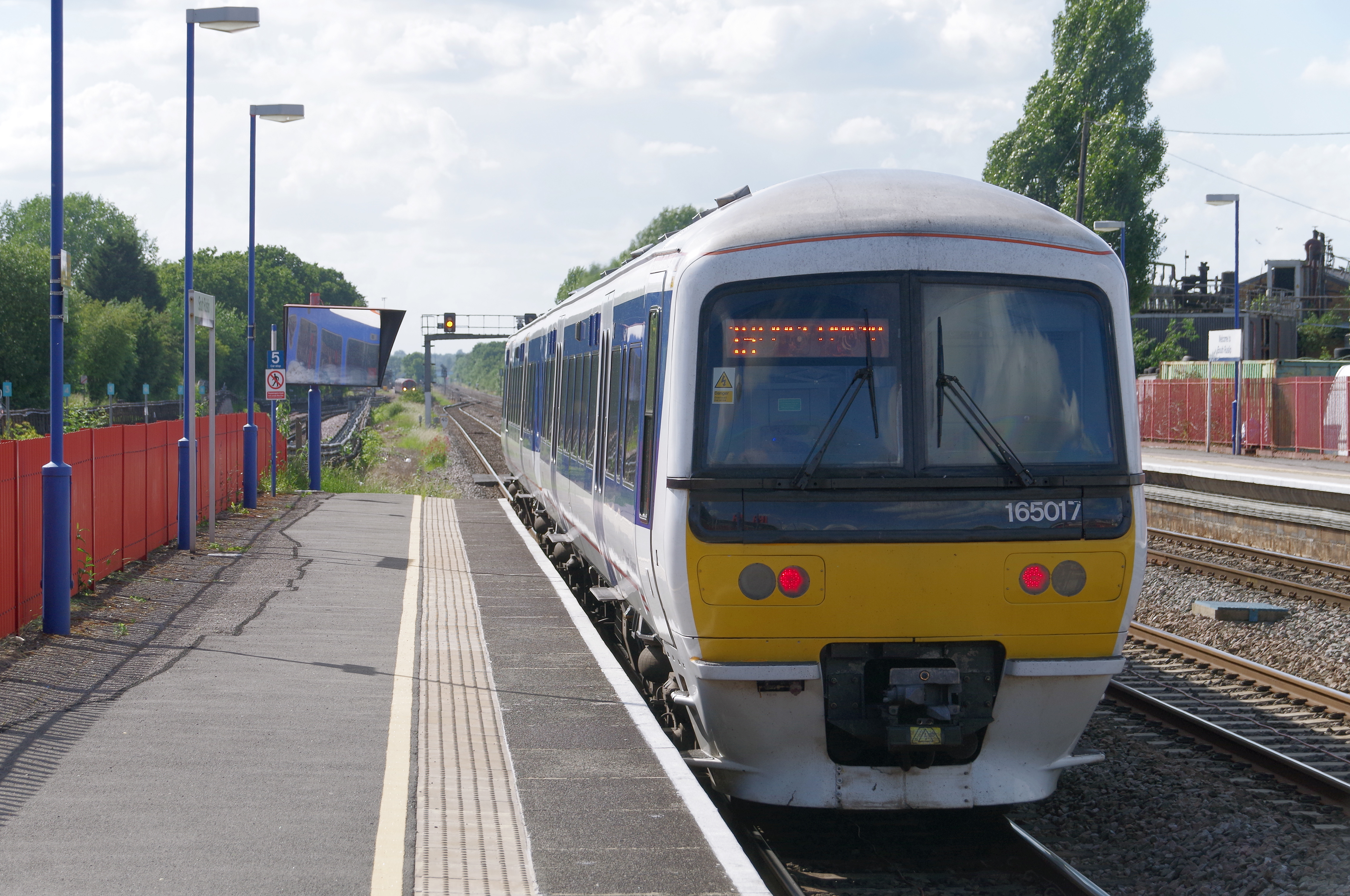
سکو راه‌آهن
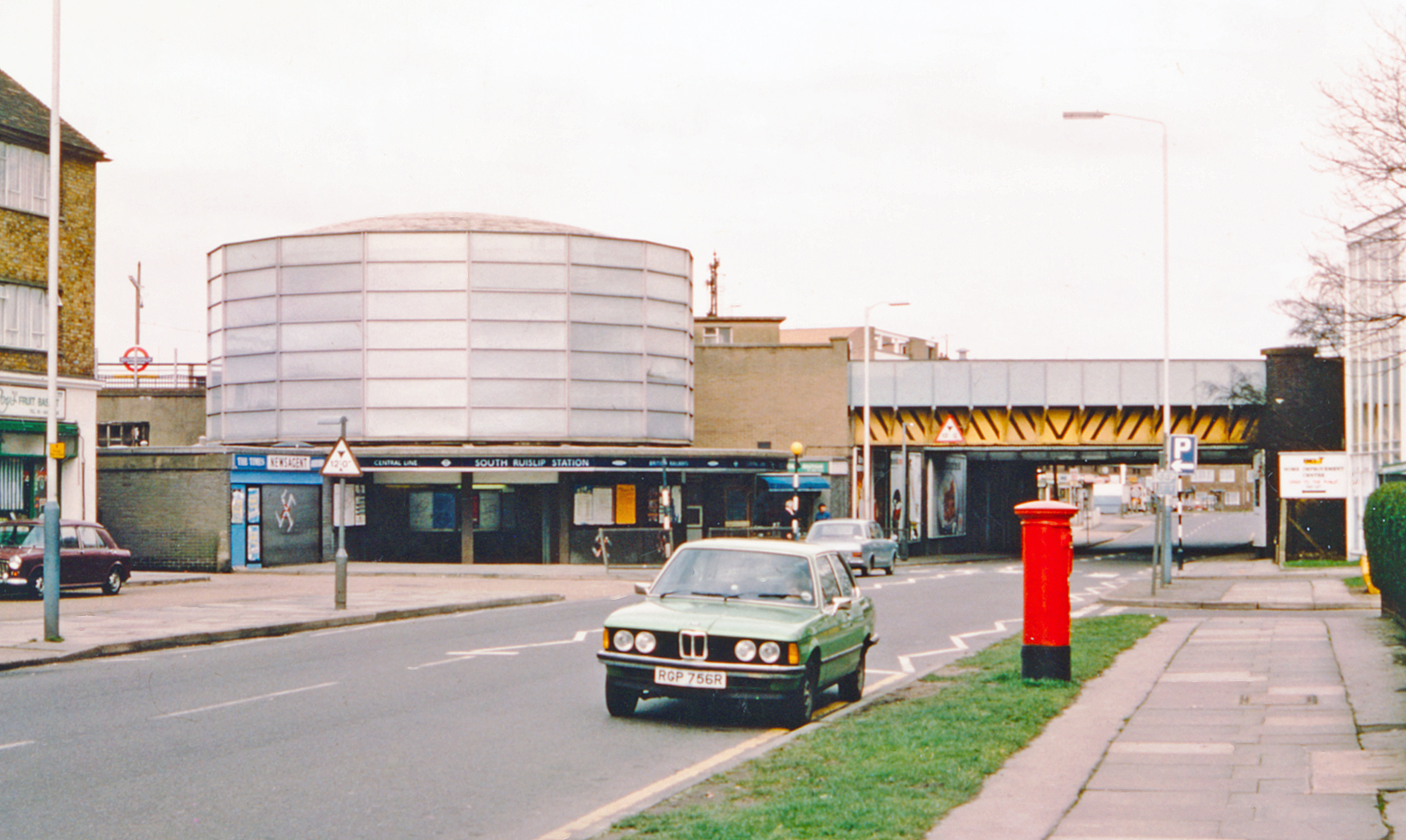
ساختمان ایستگاه، ۱۹۷۸